# Antyle Holenderskie na Letnich Igrzyskach Olimpijskich 1984
Antyle Holenderskie na Letnich Igrzyskach Olimpijskich 1984 reprezentowało 8 zawodników, 3 mężczyzn i 5 kobiet.

## Lekkoatletyka
Mężczyźni
- Julien Thode

Bieg na 100 m - odpadł w pierwszej rundzie
Bieg na 200 m - odpadł w pierwszej rundzie
Kobiety
- Evelyn Farrell

Bieg na 100 m - odpadła w drugiej rundzie
- Soraima Martha

Bieg na 200 m - odpadła w pierwszej rundzie

## Pływanie
Mężczyźni
- Hilton Woods

100 m stylem wolnym - 40. miejsce
- Evert Kroon

100 m stylem wolnym - 51. miejsce
200 m stylem wolnym - 38. miejsce
400 m stylem wolnym - 31. miejsce
Kobiety
- Petra Bekaert

100 m stylem grzbietowym - 30. miejsce

## Pływanie Synchroniczne
Kobiety
- Esther Croes

Solo - odpadła w drugiej rundzie
- Nicole Hoevertsz

Solo - odpadła w pierwszej rundzie
- Esther Croes, Nicole Hoevertsz

Duet - 18. miejsce